# Bohartia senecta
Bohartia senecta là một loài ruồi trong họ Asilidae. Bohartia senecta được Adisoemarto & Wood miêu tả năm 1975. Loài này phân bố ở vùng Tân Bắc giới.